# حفيدة الراعي (رواية)
حفيدة الراعي رواية للأطفال من تأليف آن لوريل كارتر، نُشرت عام 2008. تُقدّم الرواية سردًا خياليًا للوضع المُعقّد بين المجتمعين اليهودي والمسلم في فلسطين، تتناول الرواية الصراع بين الفلسطينيين والإسرائيليين في سياق سلمي، ومن المواضيع الأخرى الصراع بين المجتمع القديم والحديث وأساليب العيش.
تُصوّر الرواية ثنائية بين أساليب الحياة التقليدية والعصر الحديث في سياق الصراع الفلسطيني المعاصر. كما يُشكّل دور المرأة في المجتمع موضوعًا رئيسيًا في الرواية، وقد نجحت الكاتبة في تكييف موضوعها الناضج مع جمهور الشباب بأسلوب بارع.

## ملخص الرواية
أماني فتاة فلسطينية شابة، لعائلتها تقليد عريق في رعاية الأغنام فوق بساتين الزيتون في مزرعتها العائلية في الوادي قرب الخليل، تستلهم أماني من حياة وقصص جدها سيدو، وتحلم بالسير على خطاه، يرغب والدا الفتاة الصغيرة في أن تذهب إلى المدرسة في القرية وتتعلم أن تكون مسلمة صالحة وزوجة صالحة، على العكس من ذلك، يعتقد جدها أن أماني يجب أن تتعلم رعاية الأغنام والتأكد من توارث تقاليد العائلة. تتعلم أماني أن تكون راعية صالحة من خلال تعليم جدها، ويروي لها الرجل العجوز أيضًا قصصًا عن مرج سري يُدعى الفردوس.
عندما يتعرض منزل أماني ومراعيها للتهديد من قبل المستوطنة اليهودية الزاحفة، تصبح أرض عائلتها المستخدمة لرعي الأغنام مهددة، وبينما تشق طريقها إلى أعلى الجبل، تكتشف ما يبدو أنه الفردوس، المرعى الأسطوري في قصة جدها، هناك تلتقي بصبي يُدعى جوناثان، ابن مستوطن يهودي، تشجعها فكرة تدمير المستوطنين لمصدر رزقها على الذهاب إلى المدرسة، هناك يمكنها تعلم اللغة الإنجليزية، وربما تكون قادرة على الجدال مع المستوطنين، وفي المدرسة، تلتقي بالعديد من الفتيات اللواتي يواجهن نفس المأساة، لا يتم تدمير منزل أماني فحسب، بل تشتت عائلتها أيضًا، تجد والدتها التي سافرت إلى كندا لزيارة والدتها المحتضرة، نفسها غير قادرة على العودة إلى فلسطين، ويُسجن والدها وعمها لمعارضتهما الإجراءات الإسرائيلية. بمساعدة مفاجئة من حاخام ومحامية وفريق صانعي السلام المسيحيين، تتمكن الأسرة من لم شملها أخيرًا وإعادة بناء ما تم تدميره.

## الشخصيات
أماني: فتاة فلسطينية، اسمها يعني أمنية، لكن يُلقب بها فتاة الخروف، وهي بطلة القصة.
سيدو: جد أماني، الراعي.
عمر: شقيق أماني البالغ من العمر 10 سنوات.
وردة: ابنة عم أماني الكبرى، وهي الأكبر بين عائلة مكونة من خمس فتيات.
عمو هاني: أصبح أسيرًا لدى المستوطنين.
عارف: ابن عم أماني، يعلم أماني القراءة والكتابة في المساء حتى تتمكن من الرعي في النهار.
نهلة: ابنة عم أماني التي تزوجت من الخليل.
الأستاذة عبوشي: معلمة مدرسة.
الجدة الموسيقية: جدة أماني من جهة والدتها. تعيش في تورنتو وتموت بسبب السرطان، فتسافر روز لرؤيتها.
جوناثان (الصبي): صبي يهودي من نيويورك، جاء إلى فلسطين لزيارة والده الذي يعمل على الطريق السريع للمستوطنين.
الحاخام: صديقٌ لبابا من القدس. يساعد العائلة في محاولتها التفاوض مع المستوطنين الذين يبنون طريقًا سريعًا على أرضهم.
سعاد، علياء، دانا وهانيا: زميلات أماني في المدرسة اللواتي تأثرن أيضًا ببناء الطريق السريع.
المحامية: امرأة من تل أبيب تعمل على قضايا حقوق الإنسان.

## النقد
على الرغم من نجاحها، أثارت الرواية جدلاً بين جماعة الدعوة اليهودية بني بريث التي طلب محاميها، في رسالة إلى وزارة التعليم الإقليمية في أونتاريو ومجلس التعليم في تورنتو، إزالة الكتاب من قائمة القراءة الموصى بها بحجة أنه دعاية معادية لإسرائيلالكتاب ليس جزءًا من منهج مجلس مدرسة تورنتو ولكنه موصى به من قبل جمعية مكتبات أونتاريو.

## الجوائز والترشيحات
منذ نشرها في عام 2008، تم تكريم رواية آن كارتر في ثمانية برامج جوائز بما في ذلك جائزة كتاب العام للأطفال من جمعية المكتبات الكندية، وجائزة أفضل كتاب من جمعية أمناء المكتبات المدرسية الدولية، وجائزة كتاب الشرف من جين آدامز لكتاب الأطفال، جائزة USBBY لأفضل كتاب دولي لعام 2009.